# Austin Egen

Austin Egen (Selbstporträt)

Austin Egen (eigentlich Augustus Guido Maria Meyer-Eigen; * 28. März 1897 in Graz, Österreich; † 18. August 1941 in Frohnleiten, Österreich) war ein österreichischer Pianist, Sänger und Komponist im Bereich der Unterhaltungsmusik und Schauspieler. Ab 1931 war er auch als Sänger unter dem Pseudonym Heinz Egon tätig.

## Leben
Augustus Meyer-Eigen wuchs als Sohn des in Ratingen bei Düsseldorf geborenen Schauspielers August Meyer-Eigen (1863–1932) und der Grazer Opernsängerin Marie Rochelle (1862–1939) zunächst in Österreich auf. Ersten Musikunterricht erhielt er bei seiner Mutter. 1911 wanderte die Familie in die USA aus. 1921 erhielt Augustus aufgrund von Falschangaben die US-amerikanische Staatsbürgerschaft. In seinen Reisepass wurde der Name Austin Monroe Eigen mit Geburtsort Milwaukee eingetragen. Nach eigenen, inzwischen umstrittenen Angaben, wollte er jedoch zunächst Diplomat werden und habe am Dartmouth College studiert. Sein Geld verdiente er als Eisenbahner. Die Grundlage zu seinem späteren Beruf legte er in den Kriegsjahren, in denen er – ohne Musik studiert zu haben – in einem Lager der Armee eigene Lieder sang und zu komponieren begann.
Ab 1921 nutzte er den Künstlernamen Austin Egen. Im Mai 1922 kehrte er mit der Mutter, die bereits 1921 ein Haus in Frohnleiten in der Steiermark erworben hatte, nach Österreich zurück.
Am 17. März 1923 erschien der von ihm geschriebene Shimmy Shanghai Bay in einer Aufnahme der Orchester Dajos Béla bei Odeon in Berlin. Im gleichen Jahr zog er mit seiner Mutter nach Berlin. Dort trat er als Sänger und Pianist in zahlreichen Kabaretts und Kneipen wie Mutter Krause in Halensee auf. 
Im Juli 1923 beteiligte er sich als Aktionär an der Gründung der Acme Schallplatten AG und veröffentlichte 1924 in dem Plattenverlag seinen Ragtime Monday Morning Blues. 1925 spielte er als Pianist mit dem Musikverleger Curt Roehr, der Aufsichtsratsmitglied der Acme AG war, am Saxophon in einer Amateur-Jazzband, ein Jahr später heiratete er Florence Herzog, eine Nichte Roehrs.
In der Zeit wirkte er als Pianist auch bei einigen Aufnahmen der Eric Borchard Jazz Band mit und schrieb eine Zwischenmusik zur Berliner Fassung des Musicals No, No, Nanette. 1926 komponierte er den Charlie-Charleston für den Stummfilm Die Königin des Weltbades unter der Regie von Victor Janson.
Ab 1927 erfolgten zahlreiche Schallplattenaufnahmen als Bariton-Sänger bei der Gramophone Company und der Electrola, vor allem mit deutschen Versionen US-amerikanischer Jazztitel und Eigenkompositionen. Dabei arbeitete er mit den Orchestern von Marek Weber, Stefan Weintraub, Arthur Young, Jack Hylton, Emil Roósz und Oskar Joost, Komponisten wie Hermann Leopoldi, Walter Jurmann, Jim Cowler und Franz Grothe sowie dem Schlagertexter Fritz Rotter zusammen. Ab 1931 begleitete er mit seinem Gesang unter dem Pseudonym Heinz Egon ein paar Aufnahmen des Orchesters Bernard Etté sowie das Lied Eine Nacht in Monte Carlo mit dem Orchester Billy Bartholomew.
Als Schauspieler wirkte er in den Filmen Liebeswalzer, Boykott, Tingel-Tangel, Kyritz-Pyritz, Die Liebesfiliale und So’n Windhund mit.
Während der Bankenkrise 1931 mussten die Unternehmen seines Schwiegervaters Roehr Konkurs anmelden, sodass auch Egen seine Anteile verlor. 
Im Januar 1928 hatte Egen die Standard Edition Musikverlag GmbH (1928–1935) gegründet,  die er ab März gemeinsam mit Curt Roehr leitete. Die Rechte an seinen Werken wurden durch den Bosworth Musikverlag übernommen, der sie bis heute hält.
Im Oktober 1932 zog Egen mit seiner Familie wieder nach Österreich und wohnte meistens in Frohnleiten. In Wien trat er im Rundfunk auf und machte Plattenaufnahmen mit dem Orchester Heinz Sandauer bei der Columbia. Er wurde Mitglied der Gesellschaft der Autoren und Komponisten AKM in Wien, der er nach dem Anschluss Österreichs 1938 auch einen Ariernachweis vorlegte. In seiner Freizeit beschäftigte er sich auch als Zeichner und Bildhauer. Ab 1939 betrieb Egen auch eine Kaffeeschenke in Graz.
1941 starb er in Frohnleiten im Alter von 44 Jahren an Leberzirrhose.

## Kompositionen

### Lieder
- Bei Fräulein Lisbeth im Parterre (mit Rolf Marbot)
- Der Bobby Cohn ist kein Verkehr für dich (aus der Revue Küsse um Mitternacht von Karl Farkas u. Robert Katscher)
- Die Frauen sind meine schwache Seite
- Donnerwetter – 1000 Frauen, Berlin 1928
- Du bist der Traum der Liebe (Dreamland Girl)
- Du bist ein Veilchen, das im Verborgenen blüht (My Little June Rose)
- Du und ich, Berlin 1927
- Eine tolle Nacht (mit Charles Amberg und Fred Raymond aus der Revue Die Welt um Mitternacht)
- Einmal kommt die Liebe (mit Franz Doelle)
- Erinnern Sie sich (My Raggedy Rose)
- Erst sagen sie „Ja“ und dann sagen sie „Nein“
- Es sprach der weise Marabu (mit Fritz German)
- Heut' habe ich sie gesehen, Berlin 1929
- Herr Chef, ich möchte einen Vorschuss (mit Karl Michael May)
- Ich brauch nicht Zucker
- Ich hab mich am Rhein in ein Mädel verliebt (mit Franz Doelle und Fritz Rotter)
- Ich hör so gern Musik (aus der Revue Der Zug nach dem Westen)
- Ich kenn zwei süße Schwestern (mit Edgar Allan)
- Ich warte auf die Antwort deines Herzens (mit Hans May)
- Ich will von der Lilly nichts wissen
- Ich wünsch mir einen Mann wie du (mit Bert Reisfeld aus dem Tonfilm Liebesfiliale)
- Jawohl! Jawohl! Jawohl!, Einlage zur deutschen Fassung von No, No, Nanette, Berlin 1925
- Ja, ja die Frau’n sind meine schwache Seite
- Jeder hat einen Schatz, nur ich hab keinen
- Die Königin des Weltbades
- Komm gut nach Hause! aus der Revue Der Zug nach dem Westen, Berlin 1926
- Komm um fünf zur Normaluhr (mit Rolf Marbot)
- Komm wir trinken Bruderschaft (Wir lieben, wir küssen)
- Komm zur Mondscheinserenade (mit Hermann Leopoldi)
- Liebling fahr doch an die Nordsee mit mir (mit Will Rollins und Fritz Rotter)
- Lieber alter Plato (mit Kurt Beddo, T.: Emil Maas) Wien 1939
- Ich hab heut’ Nacht vom Rhein geträumt (alternativ Die Lorelei, aus dem großen Film Die Lorelei)
- Mach mir nicht das Herz so schwer
- Man schenkt sich Rosen, wenn man verliebt ist (mit Franz Doelle)
- Monday Morning Blues  (Das ist der Blues), aus der Ronacherrevue Alles per Radio
- Ohne Shimmy gibt es keine Liebe
- Die rhythmische Bewegung (mit Hermann Leopoldi)
- Sag nicht „du“ zu mir, wenn meine Frau dabei ist (mit Franz Doelle und Fritz Rotter)
- Schönste der Frauen (mit Franz Doelle)
- Süß ist die kleine Lisa (mit Barney Zeemann)
- Tausend schönen, süßen Frau’n möcht ich tief ins Auge schau’n (mit Franz Doelle)
- Veilchenblaue Augen und ein kirschroter Mund (mit Franz Doelle)
- Verzeih mir und sei wieder gut
- Von A bis Z, Berlin 1925
- Warum hat das Krokodil (mit Kurt Beddo), Wien 1939
- Was der Onkel Doktor sagt, das soll man immer tun (mit Fritz Rotter)
- Was ist mit deiner Nase los, süßer Emil? (mit Franz Doelle)
- Weißt du was, du kannst mich am Nachmittag besuchen (mit Walter Jurmann und Fritz Rotter)
- Wenn man ein Mädel küssen will
- Wieso ist der Walter so klug für sein Alter (mit Will Rollins und Fritz Rotter)
- Wir leben, wir lieben, wer weiß wie lange (mit Will Rollins und Fritz Rotter)
- Wozu erschuf der liebe Gott die Liebe (mit Hermann Leopoldi)
- Zu Füßen einer süßen Frau (mit Willy Rosen)

### Klavierwerke
- Shanghai Bay, Berlin 1923
- Monday Morning Blues, Berlin 1924

## Diskographie (Auswahl)
- Moday Morning Blues (Austin Egen) ACME Matr. No. R 65, Berlin 1924
- Ich hab’ ein Zimmer, goldige Frau (Jim Cowler, Austin Egen), HMV E.G. 797, Matr. BL 3810-II, Berlin 1928
- Ich schau in deine Augen (Austin Egen), HMV E.G.936, Matr. BL 4262-1, Berlin 1927
- Heut’ war ich bei der Frieda (Jim Cowler) Electrola E.G. 640, Matr. BW 1072-II, Berlin 1927
- Ich kenn’ zwei süße Schwestern … (Austin Egen, Edgar Allan, Fritz Rotter, Willi Kollo), Electrola E.G. 464, Matr. Bw 820-1, Berlin 1927
- Wenn ich Liebe brauch’, dann geh ich zu Pauline, (M.: Jim Cowler, T.: Fritz Rotter), Electrola, Berlin 1928
- Ich weiß ein kleines Café, (Kaper-Egen-Rotter), mit dem Odeon-Tango-Orchester, ODEON 11-439, Matr.Nr.Be 9409.
- Es sprach der weise Marabu, (A. Egen und F. Germann) Electrola E.G. 1942, Matr. BL 6480-I., Berlin 1930
- Du bist das süßeste Mädel der Welt, (Werner Richard Heymann), Original von Willy Fritsch, Berlin 1930.
- Es zieht das Glück vorbei – The Man I Love, (G. Gershwin) A. Egen und sein Intimes Orchester, Gramola AM 1855 Mx.-No.: BL 5139-2, Berlin, September 1929
- Noch ’ne Lage Kognak her (Egen, May, Rotter), Electrola E.G. 938 (8-42126), Berlin
- Ob du glücklich bist, wenn mein Mund dich küsst – Sweet Sue, Just You, (Will J. Harris, Victor Young) mit den Weintraubs-Syncopators, Electrola, Berlin 1929
- Sag’ was du träumst (Robert Stolz), mit dem Orchester Heinz Sandauer, COLUMBIA DV 1198, Mx.-Nr: CHA 766, Österreich 1936

## Filmographie

### Als Filmkomponist
- 1926: Die Königin des Weltbades
- 1930: Tingel-Tangel
- 1931: Die Liebesfiliale
- 1931: So’n Windhund
- 1931: Kyritz – Pyritz

### Als Sänger oder Schauspieler
- Tingel-Tangel (Österreich 1930)
- Va Banque (1930)
- Liebeswalzer (1930)
- Boykott (Primanerehre) (1930)
- Kopfüber ins Glück (1931)
- 1932: Acht Mädels im Boot